# Lê Thúc Anh
Lê Thúc Anh (sinh năm 1943) là thẩm phán người Việt Nam. Ông là Chủ tịch đầu tiên của Liên đoàn Luật sư Việt Nam (2009-2014), Phó Chánh án Tòa án nhân dân tối cao phụ trách miền nam Việt Nam (1999-2005), Chánh án Tòa án nhân dân Thành phố Hồ Chí Minh (1994-1999).

## Tiểu sử
Lê Thúc Anh sinh năm 1943, quê quán tại huyện Đức Thọ, tỉnh Hà Tĩnh.
Năm 1963, Lê Thúc Anh nhập ngũ, tham gia phục vụ Quân đội nhân dân Việt Nam. Ông từng giữ chức vụ Tiểu đoàn trưởng Tiểu đoàn 77, Binh chủng Tên lửa phòng không, Quân đội nhân dân Việt Nam.
Năm 1980, Lê Thúc Anh giải ngũ, công tác trong ngành tòa án. Ông làm Chánh Văn phòng phụ trách công tác tổ chức cán bộ tại Tòa án nhân dân Thành phố Hồ Chí Minh.
Ông có bằng cử nhân kinh tế, cử nhân luật, và cao cấp lí luận chính trị Đảng Cộng sản Việt Nam.
Ông lần lượt được bổ nhiệm nhiều chức vụ khác nhau trong ngành tòa án, từ Thẩm phán Tòa án nhân dân, đến Chánh tòa Tòa hình sự Tòa án nhân dân Thành phố Hồ Chí Minh.
Sau đó, ông là Phó Chánh án Tòa án nhân dân Thành phố Hồ Chí Minh.
Năm 1994, Lê Thúc Anh được bổ nhiệm làm Chánh án Tòa án nhân dân Thành phố Hồ Chí Minh.
Lê Thúc Anh còn là Đại biểu Hội đồng nhân dân Thành phố Hồ Chí Minh.
Đầu năm 1999, Lê Thúc Anh được bổ nhiệm làm Phó Chánh án Tòa án nhân dân tối cao phụ trách miền Nam Việt Nam, kiêm Chánh Tòa phúc thẩm Tòa án nhân dân tối cao tại Thành phố Hồ Chí Minh.
Tại Tòa phúc thẩm Tòa án nhân dân tối cao tại Thành phố Hồ Chí Minh, Lê Thúc Anh đã chỉ đạo xét xử nhiều đại án như các vụ Tamexco, Tân Trường Sanh, Epco - Minh Phụng, Mai Văn Huy, Vụ án Năm Cam và đồng phạm.
Năm 2005, Lê Thúc Anh nghỉ hưu.
Sau khi nghỉ hưu, Lê Thúc Anh được chỉ định làm Chủ tịch lâm thời Liên đoàn Luật sư Việt Nam.
Năm 2009, Lê Thúc Anh là Bí thư Đảng đoàn Đảng Cộng sản Việt Nam Liên đoàn Luật sư Việt Nam.